# شان مکی
شان مکی (انگلیسی: Sean Mackie؛ زادهٔ ۴ نوامبر ۱۹۹۸) بازیکن فوتبال اهل اسکاتلند است.
وی همچنین در تیم ملی فوتبال زیر ۲۱ سال اسکاتلند بازی کرده‌است.